# Casey Eichfeld
Casey Eichfeld (Harrisburg, 15 de noviembre de 1989) es un deportista estadounidense que compitió en piragüismo en la modalidad de eslalon. Ganó dos medallas de oro en los Juegos Panamericanos de 2015.

## Palmarés internacional
| Juegos Panamericanos | Juegos Panamericanos | Juegos Panamericanos | Juegos Panamericanos |
| Año                  | Lugar                | Medalla              | Competición          |
| -------------------- | -------------------- | -------------------- | -------------------- |
| 2015                 | Toronto (Canadá)     | Medalla de oro       | C1 individual        |
| 2015                 | Toronto (Canadá)     | Medalla de oro       | C2 individual        |